# Фарран (Ирландия)
Фарран (англ. Farran; ирл. Fearrann) — деревня в Ирландии, находится в графстве Корк (провинция Манстер).

## Демография
Население — 338 человек (по переписи 2006 года). В 2002 году население составляло 368 человек.
Данные переписи 2006 года:
| Общие демографические показатели |               |                               |                               |      |      |
| Всё население                    | Всё население | Изменения населения 2002—2006 | Изменения населения 2002—2006 | 2006 | 2006 |
| 2002                             | 2006          | чел.                          | %                             | муж. | жен. |
| 368                              | 338           | −30                           | −8,2                          | 165  | 173  |